# Антр-Вінь
Антр-Вінь (фр. Entre-Vignes) — муніципалітет у Франції, у регіоні Окситанія, департамент Еро. Антр-Вінь утворено 1 січня 2019 року шляхом злиття муніципалітетів Сен-Кристоль i Верарг. Адміністративним центром муніципалітету є Сен-Кристоль. Населення — 2160 осіб (01.01.2021).